# Cillorigo de Liébana
Cillorigo de Liébana és un municipi situat en la Comunitat Autònoma de Cantàbria, en la comarca de Liébana. Els seus límits són: al sud amb Potes i Cabezón de Liébana, a l'est amb Lamasón, a l'oest amb Camaleño i Cabrales, i al nord amb Tresviso i Peñarrubia.

## Localitats
| Localitats | Concejo de Bedoya | Concejo de San Sebastián                                                                         |
| --- | --- | ------------------------------------------------------------------------------------------------ |
| - Armaño, 28 hab. - Bejes, 72 h. - Cabañes, 47 h. - Castro-Cillorigo, 57 h. - Colio, 63 h. - Lebeña, 94 h. - Pendes, 56 h. - Viñón, 44 h. | - Barri de Cobeña, 14 h. - Barri de Pumareña, 41 h. - Barri de Salarzón, 33 h. - Barri de San Pedro, 22 h. - Barri de Trillayo, 33 h. - Indret d'Esanos, 45 h. | - Barris d'Aliezo, 59 h. - Barri de Llayo, 2 h. - Tama (Capital), 64 h. - Indret d'Ojedo, 441 h. |

## Demografia
| 1900  | 1910  | 1920  | 1930  | 1940  | 1950  | 1960  | 1970  | 1980  | 1990  | 2000  | 2007  |
| ----- | ----- | ----- | ----- | ----- | ----- | ----- | ----- | ----- | ----- | ----- | ----- |
| 2.476 | 2.039 | 2.353 | 2.214 | 2.439 | 2.350 | 1.888 | 1.656 | 1.347 | 1.266 | 1.103 | 1.221 |

Font: INE

## Administració
| Eleccions municipals, 25 de maig de 2003 |      |        |          |
| Partit                                   | Vots | %      | Regidors |
| PP                                       | 295  | 37,06% | 4        |
| IU                                       | 264  | 33,17% | 4        |
| Ucn                                      | 130  | 16,33% | 1        |

| Eleccions municipals, 27 de maig de 2007 |      |        |          |
| Partit                                   | Vots | %      | Regidors |
| PP                                       | 386  | 47,36% | 5        |
| PRC                                      | 264  | 32,39% | 3        |
| PSOE                                     | 88   | 10,80% | 1        |